# Número de clasificación de aeronaves
El número de clasificación de aeronaves (ACN, por sus siglas en inglés) es un número de comparación, sin dimensión, que expresa el efecto relativo de carga de un avión en el pavimento de la pista de aterrizaje para una categoría de grado estándar especificada. Fue introducido por la OACI en 1981.
Consiste en un número en una escala continua cuyo límite inferior es 0 y sin límite superior, que se calcula en función de dos tipos de pavimento (rígido o flexible), y la presión ejercida por el peso de las aeronaves. Los valores de ACN para las aeronaves de uso civil han sido publicados en el Manual de Diseño de Aeródromo de la Organización Internacional de Aviación Civil (OACI) y en la Circular FAA 150/5335-5.
El ACN viene indicado por el efecto de carga del avión y no por la carga en sí misma.
Usando el método ACN, es posible expresar el efecto de un avión en concreto en pavimentos diferentes con un único número, que varía según tipo de pavimento y la resistencia de la base, sin especificar un grosor de pavimento particular.
El ACN es dos veces la carga de una rueda sola expresada en miles de kilogramos, con la presión de neumático de rueda sola estandarizada en 1.25 megapascals (=.09 ton/ft2). Además, la carga de rueda sola sacada es una función de la fuerza de subgrado.
El ACN de un aeroplano no es solo función de su peso sino también de los parámetros de diseño de su tren de aterrizaje, como las distancias entre las ruedas de un tren de aterrizaje de múltiples ruedas.
La resistencia del pavimento viene dada por su número de clasificación de pavimento (PCN).
La carga ejercida en el pavimento por el tren de aterrizaje de un aeroplano es su ACN o "número de clasificación de aeronaves". El ACN no puede exceder el PCN de la pista de aterrizaje a utilizar, a fin de prolongar la vida útil del pavimento y prevenir el posible desgaste y los daños en este.
El ACN se define solo en cuatro grados (alto, medio, bajo, y muy bajo).